# Béréziat
Béréziat is een gemeente in het Franse departement Ain (regio Auvergne-Rhône-Alpes). Béréziat telde op 1 januari 2022 481 inwoners.

## Geografie
De oppervlakte van Béréziat bedroeg op 1 januari 2022 10,83 vierkante kilometer; de bevolkingsdichtheid was toen 44,4 inwoners per km².
De onderstaande kaart toont de ligging van Béréziat met de belangrijkste infrastructuur en aangrenzende gemeenten.

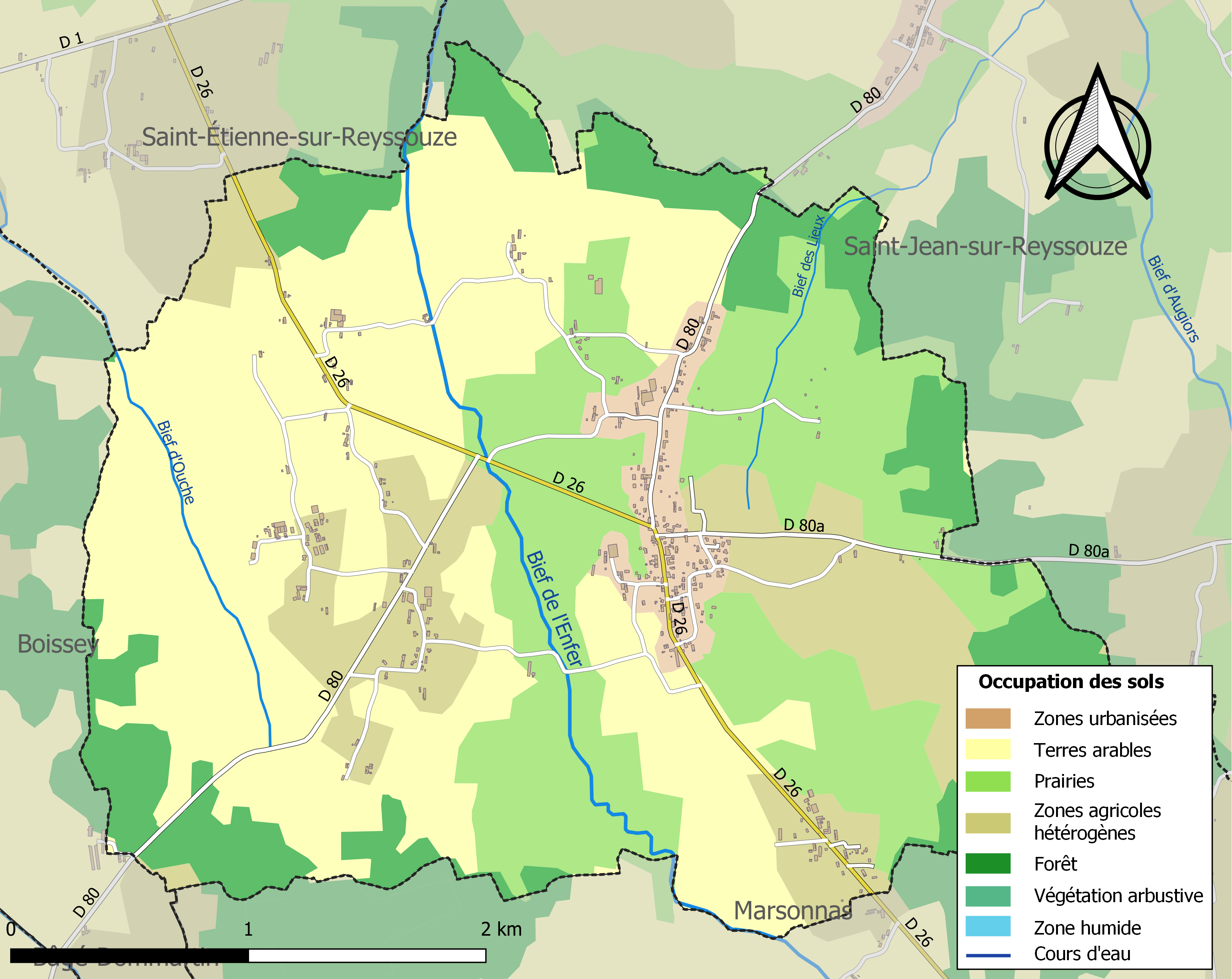

## Demografie
Onderstaande figuur toont het verloop van het inwoneraantal van Béréziat vanaf 1968. De cijfers zijn afkomstig van het Frans bureau voor statistiek en bevatten geen dubbel getelde personen (volgens de gehanteerde definitie population sans doubles comptes).
Vanwege een beveiligingsprobleem met de MediaWiki Graph-software is het momenteel niet mogelijk deze grafiek weer te geven. Zodra de software is bijgewerkt zal de grafiek vanzelf weer zichtbaar worden.